# 岡谷ジャンクション

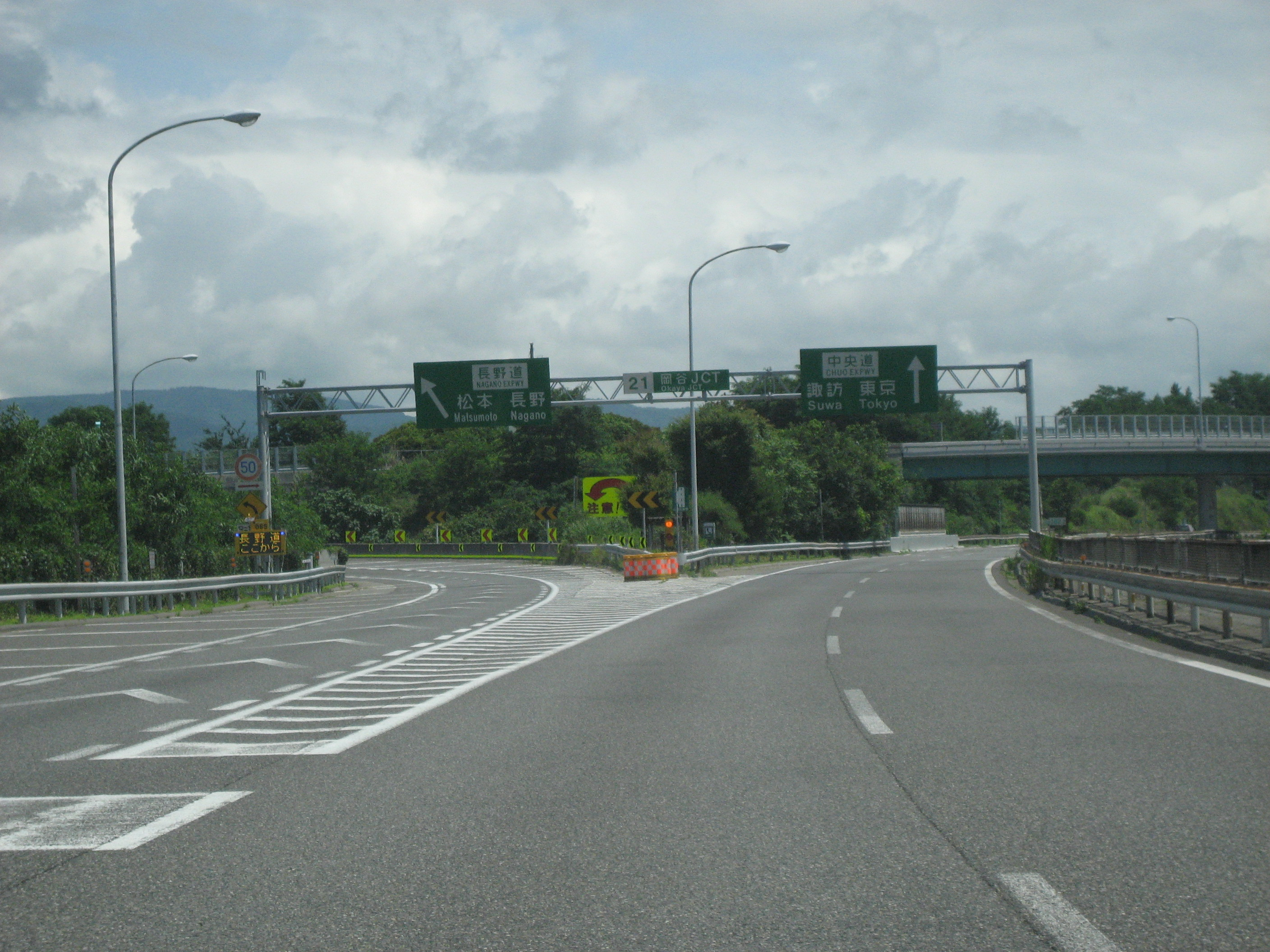
名古屋方面からの分岐点

岡谷ジャンクション（おかやジャンクション）は、長野県岡谷市にある中央自動車道からの長野自動車道の分岐点である。

## 接続する道路

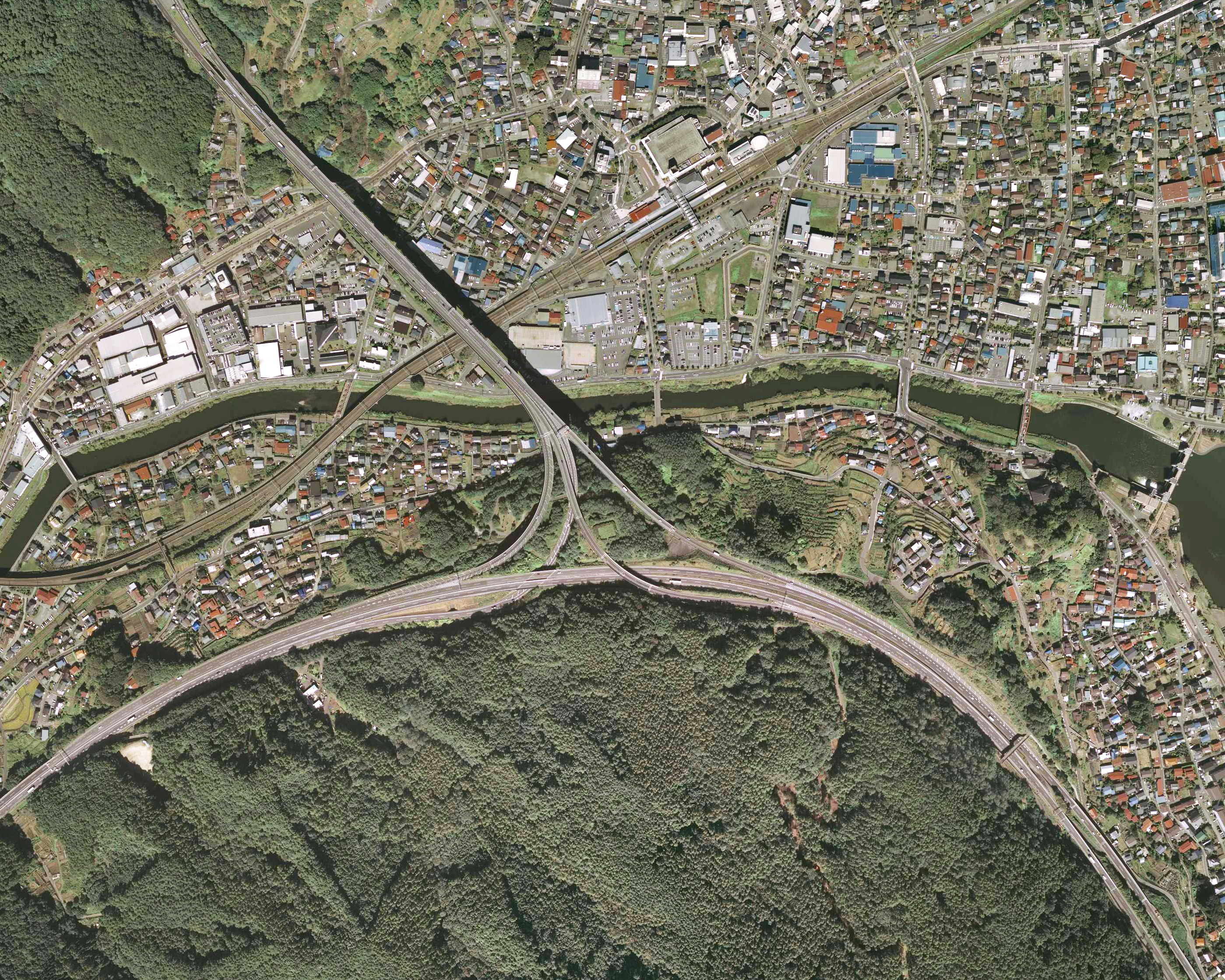
岡谷ジャンクション周辺の空中写真。
。
（2011年9月28日撮影の画像を使用作成。）

- E19 / E20中央自動車道（21番）
- E19 長野自動車道

## 歴史
- 1986年（昭和61年）3月25日 : 中央自動車道として岡谷JCT - 岡谷IC間が開通。
- 1988年（昭和63年）3月5日 : 岡谷JCT - 岡谷IC間が長野自動車道へ編入され、中央自動車道と長野自動車道のジャンクションとなる。

## 通行規制に関して
中央道諏訪IC - 伊北IC間、または長野道岡谷JCT - 塩尻IC間で通行止が行われる場合、発生場所にかかわらずこの両区間が通行止めになる。これは地理的な問題で、塩尻市から岡谷市内を経由せずに、伊北ICのある上伊那郡辰野町に誘導することが理由である。主な迂回路は以下の通りである。
- 長野道更埴・安曇野方面⇔中央道飯田・小牧方面：塩尻IC-国道153号（善知鳥峠）-伊北IC
- 長野道更埴・安曇野方面⇔中央道甲府・東京方面：塩尻IC-国道20号（塩嶺峠）-諏訪IC
- 中央道小牧・飯田方面⇔中央道甲府・東京方面：伊北IC-国道153号・長野県道14号下諏訪辰野線-岡谷市内-国道20号または長野県道16号岡谷茅野線-諏訪IC

## 岡谷高架橋
岡谷ジャンクションから長野自動車道の入口に向かって掛けられている高架橋である。総延長1,488m、高さ約50mであり、市街地のはるか上空にかけられている。

## 隣
E19 / E20 中央自動車道
(20) 諏訪IC - (20-1) 諏訪湖SA/SIC - (21) 岡谷JCT - 辰野PA - (22) 伊北IC
E19 長野自動車道
(21) 岡谷JCT - (1) 岡谷IC